# Prudence Petitpas
Pour les articles ayant des titres homophones, voir Petipa et Petipas.
Prudence Petitpas est une série de bande dessinée franco-belge créée par Maurice Maréchal et parue la première fois en 1957 dans Le Journal de Tintin. Ont contribué par la suite aux scénarios René Goscinny, Greg, Mittéï, Didgé et Jiem.
Elle a été adaptée en 2000 en série télévisée d'animation, Les Enquêtes de Prudence Petitpas (52 x 26 minutes), diffusée sur TF1 en France et sur Télé-Québec au Canada.

## Historique
C’est en 1957, que Maréchal, sur les conseils de son voisin et ami Raymond Macherot, se présente au bureau des éditions Le Lombard avec son projet sous le bras, une vieille dame baptisée Prudence Petitpas confrontée à des énigmes policières. Ce n’est pas par hasard qu’il propose un personnage âgé. En effet, il a remarqué que tous les personnages à succès du Journal de Tintin sont des jeunes, voire des enfants. Prendre le contre-pied absolu, voilà qui est nouveau et lui donne une chance d’être remarqué. Prudence Petitpas fera ses premières apparitions dans des gags de deux ou trois pages. C'est seulement après quelques années qu'elle deviendra l'héroïne d'histoires « à suivre », desquelles on tirera des albums, cheminement semblable à celui de Strapontin ou du Signor Spaghetti, autres héros du Journal de Tintin apparus à la même époque.

## Synopsis
Prudence Petitpas habite le petit bourg de Moucheron, un village imaginaire inspiré d’un décor authentique : Sauveterre-de-Rouergue, situé entre Albi et Rodez où Maréchal passe chaque été un mois de vacances. L'héroïne y passe le plus clair de son temps à débrouiller toutes sortes d’énigmes policières.

## Personnages
- Prudence Petitpas : une charmante dame d’un âge respectable, « la Miss Marple de la bande dessinée »[réf. nécessaire]. Une ressemblance est à signaler avec l'épouse du professeur de physique des classes supérieures de l'Athénée royal de Verviers (Belgique) où enseignait Marcel Maréchal[réf. nécessaire].
- Stanislas : son chat
- Cyprien : garde-champêtre, toujours prêt à donner un coup de main à Prudence.
- L'inspecteur Robur Duroc : policier de bonne volonté, mais un peu bêta, qui aura toujours besoin des lumières de Prudence pour mener à bonne fin ses enquêtes.
- La bande à Jojo : des enfants, mené par Jojo, qui font tout pour aider Prudence dans ses enquêtes.

## Albums
Le Lombard
- 1962 : Prudence Petitpas mène l’enquête, tome 1, scénario Maréchal (album broché) ; réédition en album cartonné, 1986
- 1966 : Prudence Petitpas et le Zéro brillant, tome 2, scénario Greg (album broché)
Contient aussi l’histoire : Le Secret des poissons rouges ; réédition en album cartonné, 1987
- 1967 : Gare aux ancêtres, tome 3, scénario Mittéï (album broché)
- 1968 : Fusils pour Macao, tome 4, scénario Mittéï (album broché) 
Contient aussi l’histoire : Stanislas a disparu
- 1987 : Prudence Petitpas et le secret des poissons rouges, tome 5, scénario Greg (album broché)

(En fait, il s'agit d'une réédition partielle du tome 2)
Réédition des tomes 1, 2, 3 + Stanislas a disparu sous le titre : Les Enquêtes de Prudence Petitpas, collection « Les Classiques du rire », Le Lombard, 2001

## Publications
La série est parue dans le magazine Le Journal de Tintin de 1957 à 1967 et dans le Journal de Spirou de 1984 à 1987.
Journal de Tintin
1957
- Sans titre (scénario Maréchal, 1 page)
- Sans titre (scénario Maréchal, 1 page)
- Sans titre (scénario Maréchal, 1 page)
- Le Cheval (scénario Goscinny, 3 pages)
- Le Mou (scénario Goscinny, 3 pages)
- Promenade apéritive (scénario Greg, 3 pages)
- Le Général (scénario Maréchal, 3 pages)
- Le Football (scénario Maréchal, 3 pages)

1958
- Jojo (scénario Goscinny, 3 pages)
- Au musée (scénario Goscinny, 3 pages)
- L’Œuf de Pâques (scénario Goscinny, 3 pages)
- Le Locataire (scénario Goscinny, 3 pages)
- Au cirque (scénario Goscinny, 3 pages)
- Le Petit Coussin (scénario Goscinny, 3 pages)
- La Télévision (scénario Goscinny, 3 pages)
- Le Camping (scénario Goscinny, 3 pages)
- La Bibliothèque (scénario Goscinny, 2 pages)
- Sans titre (scénario : Maréchal, 1 page)
- Stanislas voyage (scénario Goscinny, 2 pages)
- Les Fleurs (scénario Goscinny, 2 pages)
- Le Perroquet (scénario Goscinny, 2 pages)
- L’Arbre de Noël (scénario Goscinny, 2 pages)

1959
- Prudence Petitpasjoue au golf (scénario Goscinny, 2 pages)
- Qui a perdu son chat ? (scénario Goscinny, 2 pages)
- Prudence Petitpas prend le thé (scénario Maréchal, 2 pages)

1960
- Prudence Petitpas mène l’enquête (scénario Maréchal, 30 pages)
Pour l’anecdote, lorsque Maréchal est en train de dessiner la page 28, il apprend qu’il ne dispose plus que de 2 pages pour terminer l’album. Persuadé qu’on lui en avait commandé 36, il est obligé de conclure précipitamment l’album et cela se traduit par énormément de dialogues[réf. nécessaire].

1962
- Le Secret des poissons rouges (scénario Greg, 30 pages)

1965
- Le Zéro brillant (scénario Greg, 30 pages)
- En vacances (scénario Mittéï, 6 pages)

1966
- Gare aux ancêtres (scénario Mittéï, 30 pages)
- Les Voitures fantômes (scénario Mittéï, 30 pages)
- Fusils pour Macao (scénario Mittéï, 30 pages)

1967
- Stanislas a disparu (scénario Mittéï, 30 pages)
- Gaspard (scénario Mittéï, 7 pages)

Journal de Spirou
1984
- Panique à Moucheron (scénario Mittéï)
- L’Auberge du disparu (scénario Didgé)

1985
- L’Artiste et la Mécène (scénario Mittéï)

1986
- L’Affaire Frick (scénario Jiem)

1987
- Stanislas a encore disparu (scénario Maréchal)

## Adaptation en dessin animé
Les Enquêtes de Prudence Petitpas est une série d'animation de 52 épisodes de 26 minutes diffusée à partir du 17 janvier 2001 sur TF1.